# Helmut Sievert
Helmut Heinrich Karl Sievert (* 12. Mai 1914 in Ahlten; † 28. März 1945 in Beneschau) war ein deutscher Fußballspieler.

## Karriere

### Vereine
Sievert gehörte von 1932 bis 1941 Hannover 96 als Mittelfeldspieler an. Für den Verein war er in der Saison 1932/33 in einer der regional höchsten Spielklassen aktiv, der Oberliga Südhannover-Braunschweig des Norddeutschen Fußball-Verbands.
Von 1933 bis 1941 spielte er in der Gauliga Niedersachsen, eine von 16 Gauligen zur Zeit des Nationalsozialismus als höchste einheitliche Spielklasse im Deutschen Reich. In der Folgesaison wurde er mit seiner Mannschaft Gaumeister, wie auch 1938. In der ab der Saison 1939/40 in zwei Gruppen ausgespielten Meisterschaft, unterlag er mit Hannover 96 im Finalspiel um die Gaumeisterschaft dem VfL Osnabrück, Sieger der Gruppe Nord, mit 4:5 nach Hin- und Rückspiel. In der Folgesaison revanchierte sich Sieverts Verein mit 4:2 nach Hin- und Rückspiel. 
In der durch kriegsbedingte Aufteilung der Gauliga Niedersachsen entstandenen Gauliga Südhannover-Braunschweig neben der Gauliga Weser-Ems, spielte er die Saison 1943/44 für Eintracht Braunschweig, an dessen Ende die Gaumeisterschaft gewonnen wurde. 
Aufgrund der Anzahl an Erfolgen nahm er auch an den Endrundenspielen um die Deutsche Meisterschaft teil. In der Saison 1934/35 bestritt er in der Gruppe B alle sechs Spiele und schied als Gruppenzweiter hinter dem FC Schalke 04 aus dem Wettbewerb aus. Die Saison 1937/38 beendete er nach neun Endrundenspiele als Deutscher Meister, wobei das Halbfinale gegen den Hamburger SV mit 3:2 erst in der Verlängerung gewonnen wurde und das Finale, das am 26. Juni in Berlin gegen den hohen Favoriten FC Schalke 04 nach dem 3:3-Unentschieden, ebenfalls nach Verlängerung, keinen Sieger fand, erst am 3. Juli an selber Stätte mit 4:3 nach Verlängerung entschieden wurde. 
In der Endrunde um die Deutsche Meisterschaft 1940/41 bestritt er noch einmal vier Spiele für Hannover 96 und sein letztes (für Eintracht Braunschweig) am 16. April 1944 bei der 1:2-Niederlage im Erstrundenspiel nach Verlängerung gegen Wilhelmshaven 05.

### Nationalmannschaft
Sein einziges Länderspiel bestritt er am 27. September 1936 in Krefeld beim 7:2-Sieg gegen die Nationalmannschaft Luxemburgs.

## Erfolge
- Deutscher Meister 1938
- Gaumeister Niedersachsen 1935, 1938, 1941
- Gaumeister Südhannover-Braunschweig 1944

## Sonstiges
Helmut Sievert, der aufgrund des Zweiten Weltkriegs zum Wehrdienst einberufen wurde, fiel kurz vor Ende der Kriegshandlungen in der Nähe von Prag.